# Stig Brattström

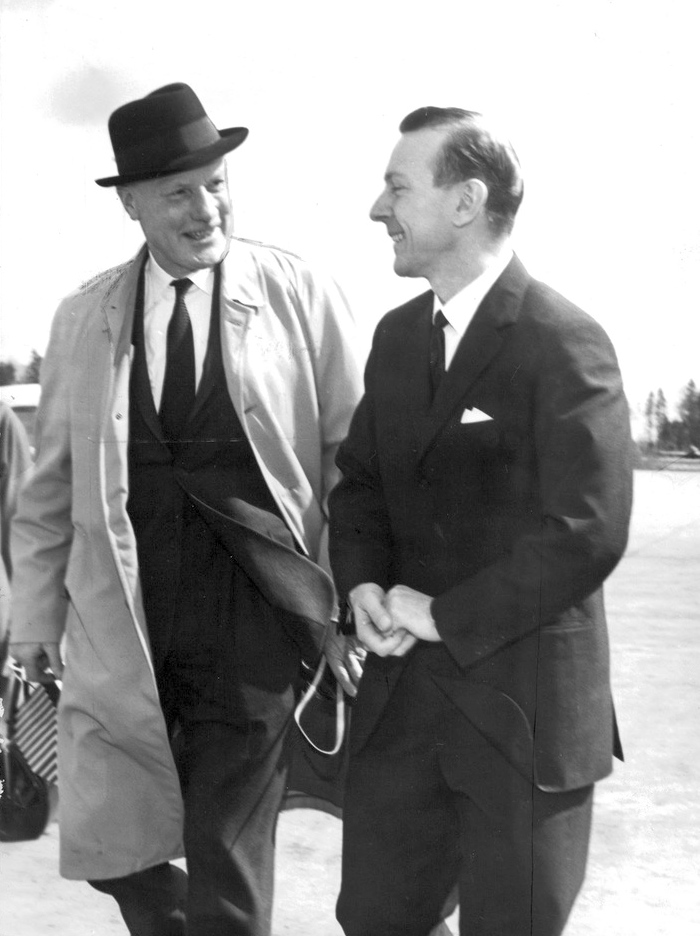
Stig Brattström (till höger) tar emot Kanadas minister Arthur Laing på Arlanda.

Stig Viktor Brattström, född 11 mars 1931 i Hofors, är en svensk före detta diplomat och jurist.

## Biografi
Brattström är son till pastor Victor Brattström och Märta Brattström. Han tog juris kandidatexamen innan han blev attaché vid Utrikesdepartementet (UD) 1956. Han tjänstgjorde därefter på beskickningen i Helsingfors, London och Peking samt vid delegationen i Genève. Blev utrikesråd på UD 1976 och studerade vid Harvard University 1978. Brattström var ambassadör i Alger 1979. Åren 1982-1983 tjänstgjorde han på FN-delegationen i New York. Brattström var sedan ambassadör och chef vid Sveriges EG-delegation i Bryssel 1983-1992 och därefter Sveriges ambassadör i Paris 1992-1996.
Han gifte sig med inköpschef Mona Forsberg (född 1937), dotter till avdelningsdirektör Tage Forsberg och Greta Forsberg.